# Confédération Galla occidentale
1936
Entités précédentes :
- Empire éthiopien

Entités suivantes :
- Occupation italienne

La Confédération Galla occidentale, également connue sous le nom de Confédération oromo occidentale ou simplement sous le nom de Galla occidental, était un mouvement séparatiste oromo en Abyssinie pendant la deuxième guerre italo-éthiopienne. Le mouvement a cherché à se séparer de l'Abyssinie et à devenir un mandat du Royaume-Uni, mais le Galla occidental n'a obtenu aucune reconnaissance internationale.
Le capitaine Esme Nourse Erskine a été consul britannique à Gore de 1928 à 1936. Lors de l'invasion italienne de 1935-1936, Erskine a aidé les chefs de la Confédération Galla de l'Ouest dans leur demande, qu'il a probablement rédigée, à la Société des Nations, dans laquelle les chefs Oromos ont demandé « à être placés sous mandat britannique… jusqu'à ce que nous obtenions autonomie gouvernementale ». Il a transmis les demandes au ministère britannique des Affaires étrangères. Le gouvernement britannique a refusé de transmettre ces demandes à la Société des Nations.

## Sources
- Smidt, Wolbert. "Confédération Galla de l'Ouest". Encyclopédie Aethiopica.
- Gebissa, E. (2002). L'invasion italienne, l'empire éthiopien et le nationalisme oromo : l'importance de la confédération oromo occidentale de 1936. Northeast African Studies, 9(3), nouvelle série, 75-96. Extrait le 16 décembre 2020 de http://www.jstor.org/stable/41931281
- Zewde, B. (1987). Un aperçu et une évaluation du commerce Gambella (1904-1935). The International Journal of African Historical Studies, 20 (1), 75-94. doi:10.2307/219279